# Xavier Domènech
Francesc Xavier Domènech i Sampere (Sabadell, Barcelona; 2 de diciembre de 1974) es un historiador, activista y político español. Profesor de Historia de la Universidad Autónoma de Barcelona, es especialista en Historia Contemporánea, movimientos sociales y procesos de nacionalización. Como político, destacan sus resultados en las elecciones generales de 2015 y 2016 en Cataluña y su labor al frente de Catalunya en Comú como Coordinador General y de Podem Catalunya como Secretario General. A nivel estatal, Domènech ejerció como diputado y portavoz parlamentario del Grupo Confederal de Unidos Podemos en la XI y XII legislaturas. Posteriormente, ejerció como diputado y portavoz autonómico tras ser elegido como cabeza de lista de Catalunya en Comú - Podem, quinta fuerza en las elecciones al Parlamento de Cataluña convocadas por el presidente del Gobierno Mariano Rajoy, tras la aplicación del artículo 155 de la Constitución Española. En septiembre de 2018 abandonó la política activa y todos sus cargos.

## Biografía
Xavier Domènech nace el 2 de septiembre de 1974 en la localidad barcelonesa de Sabadell. Es el mayor de tres hermanos y proviene de una familia de raíz libertaria. En los años 90 comenzó a implicarse en diversos movimientos sociales contra la guerra y la globalización e incluso llegó a ser juzgado por insumisión.
A partir de 2001 empezará a dedicarse íntegramente a la investigación historiográfica. Se doctoró en 2006 presentando su tesis “Pequeños grandes cambios. Movimiento obrero y cambio político” ante un tribunal compuesto por historiadores de renombre como Josep Fontana, Pere Ysàs o Borja de Riquer. Por su trabajo fue doblemente premiado con el premio extraordinario de doctorado y por el premio de historia de la ciudad de Barcelona. Como historiador ha trabajado principalmente el movimiento obrero, los procesos de nacionalización y los cambios políticos y sociales en la España y Cataluña contemporáneas. Pertenece al grupo de investigación CEFID (Centre d'Estudis sobre Franquisme i Democràcia) de la Universitat Autònoma de Barcelona. Ha publicado siete libros y más de veinticinco artículos académicos. Actualmente ejerce de profesor universitario de Grado y Máster en la Facultad de Filosofía y Letras de la UAB. 
Su vertiente activista también estará ligada a las reivindicaciones universitarias, sobre todo tras la crisis económica y los recortes del gobierno de Cataluña presidido por Mas a partir de 2010. Domènech ejercerá de representante sindical de la CGT y cofundará la Plataforma en Defensa de la Universidad Pública (PUDUP). En esta línea también participará en las movilizaciones del 15M de 2011.
En el terreno profesional, destaca su labor como Comisionado de Proyectos Estratégicos y Memoria Histórica del Ayuntamiento de Barcelona en 2015, donde asentó las líneas en materia de Memoria Histórica y el Plan de Actuación Memorial de la ciudad de Barcelona. Una de sus decisiones más polémicas será la de retirar el busto del Rey Juan Carlos I del salón de plenos del Ayuntamiento. Además, entre otros proyectos, ha encabezado la coordinación de “Memòria del futur. Bases pel Pla Estratègic del Memorial Democràtic (2011-2015)” (Generalidad de Cataluña 2007-2008), “Quan plovien bombes” (Ayuntamiento de Barcelona - Museo de Historia de Cataluña, 2006-2007), “Quan el refugi era el subsòl” (Generalidad de Cataluña, 2008),“La memòria dels bombardeigs” (Ayuntamiento de Granollers, 2009).
Tras su retirada de la política activa participa en diferentes medios de comunicación como tertuliano o articulista en prensa escrita.
Desde 2020 es uno de los impulsores y miembro del consejo de redacción del Institut Sobiranies, espacio de reflexión que nace para promover el debate, la reflexión, el análisis y la formación en el espacio sociopolítico de la izquierda soberanista catalana. La plataforma que aspira a ser un espacio de debate y formación, cuenta con la participación de otras personalidades de la política y la academia como Quim Arrufat, Gemma Ubasart, Anna Gabriel o Gerardo Pisarello.

## Trayectoria política
Xavier Domènech estará vinculado a las formulaciones de la nueva política surgida del 15M desde sus inicios, primero como miembro de Procés Constituent y más adelante en el entorno conocido como los comuns.
Pero no será hasta finales de 2015, cuando acceda a encabezar la lista electoral de En Comú Podem a las elecciones Generales. En estos comicios, la lista de Domènech logró hacerse con una histórica victoria en las circunscripciones electorales de Cataluña con 929.880 votos que se tradujeron en 12 escaños (el 24,74% de los votos en Cataluña). Esta victoria se sumaba a la conseguida por las confluencias en las elecciones municipales de ese mismo año en Barcelona y que habían investido alcaldesa a Ada Colau, iniciando lo que parecía un nuevo ciclo político en España. Como diputado de la XI legislatura, Xavier Domènech se incorporó al grupo parlamentario de Podemos-En Comú Podem-En Marea con 69 diputados, que entraba al Congreso por primera vez en la historia como tercera fuerza política. Durante la breve legislatura, Domènech ejerció como portavoz adjunto del grupo parlamentario y como miembro en la Comisión Constitucional (como vocal y como portavoz adjunto) y como Titular de la Delegación Española en la Asamblea parlamentaria del Consejo de Europa. Debido a que el Congreso de los Diputados no otorgó la confianza a ningún presidenciable, dos meses después de la primera votación de investidura de Pedro Sánchez, las Cortes quedaron disueltas automáticamente y se convocaron nuevas elecciones. 
El 26 de junio de 2016, Xavier Domènech volvió a encabezar la lista electoral de En Comú Podem a las elecciones generales. En estos comicios, la lista de Domènech repitió su histórica victoria en Cataluña pese a acusar el desgaste de la repetición electoral. En Comú Podem consiguió 853.102 votos y repitió con 12 escaños (el 24,51% de los votos en Cataluña). Como diputado de la XII legislatura, Domènech se incorporó al grupo confederal de Unidos Podemos que volvía a entrar como tercera fuerza política en España con 71 diputados. Durante esta etapa, Domènech ejerció como portavoz adjunto del grupo confederal de Unidos Podemos y participació como portavoz en la Comisión Constitucional y como Titular de la Delegación Española en la Asamblea parlamentaria del Consejo de Europa. Además, participó en la Comisión parlamentaria de Investigación por la utilización partidista del Ministerio de Interior, lo que se conocería popularmente como la utilización de las "cloacas" del Estado y que afectaba de primera mano a su propio partido. 
Tras la aplicación del artículo 155 de la Constitución Española en Cataluña debido a la declaración unilateral de independencia, el presidente del Gobierno Mariano Rajoy anunció, acompañadas del anuncio de destitución de Carles Puigdemont y su consejo de gobierno, la disolución del Parlamento de Cataluña y la convocatoria de elecciones autonómicas para el jueves 21 de diciembre de 2017. Xavier Domènech se presentó como cabeza de la lista electoral de Catalunya en Comú-Podem, confluencia que sustituía a Catalunya Sí que es Pot, abandonando así el Congreso de los Diputados. En estos comicios, Catalunya en Comú-Podem, consiguió 326.360 votos que se tradujeron en 8 escaños (7,43% de los votos). Como diputado del Parlamento de Cataluña en la XII legislatura, Domènech participó en diferentes comisiones parlamentarias (por ejemplo: Matèries Secretes i Reservades, d'Afers Institucionals o d'Empresa i Coneixement) y ejerció de líder de su grupo parlamentario.
Al margen de su labor parlamentaria, Xavier Domènech ejerció de Coordinador General de Catalunya en Comú junto a Ada Colau después de que su lista "Construïm en Comú" se impusiese con el 64% de los 3.260 votos en las primarias de la formación. A su vez, Domènech ejerció como Secretario General de Podem en Cataluña, tras arrasar con el 72,7% de los 6.824 votos en las primarias del partido con su candidatura "Amb tu, més Podem", convocadas tras la destitución de Albano Dante Fachín.
El 4 de septiembre de 2018, anuncia que renuncia a su escaño en el parlamento de Cataluña y que dimite de sus cargos en Catalunya en Comú y Podem para volver a dedicarse a la docencia universitaria.

## Premios
- 2006 Premio Extraordinario de Doctorado de la UAB
- 2006 Premio Ciudad de Barcelona de Historia

## Publicaciones
- 2022 Lucha de clases, franquismo y democracia.Obreros y empresarios (1939-1979), Akal, Madrid.
- 2020 Un Haz de naciones, el Estado y la plurinacionalidad en España (1830-2017), Península, Barcelona

- 2014 Hegemonías, crisis, movimientos de resistencia y procesos políticos (2010-2013), Akal, Madrid
- 2011 Lucha de clases, dictadura y democracia (1939–1977), Icaria, Barcelona
- 2009 Quan plovien bombes. Els bombardeigs i la Guerra Civil
- 2008 Clase obrera, antifranquismo y cambio político
- 2007 Temps d’interseccions. Una història de les Joventuts Comunistes, 1970-1980
- 2002 Quan el carrer va deixar de ser seu. moviment obrer, societat civil i canvi polític, Sabadell (1966-1976) Abadía de Montserrat